# 經濟訂單量
經濟訂單量（Economic Order Quantity，簡稱EOQ）也稱經濟訂購量，是由福特·惠特曼·哈里斯於1913年時所提出，主要是計算存貨的儲存成本與訂單成本減至最低的訂單量關係。

## 基本假設
1. 訂購成本不變。
2. 品項之年需求（或為月需求或任何周期皆可，此處以年需求為例）不變且為已知數
3. 沒有大量訂購之折扣
4. 下訂單後即時收貨

## 變數
- {\displaystyle Q} = 訂單量
- {\displaystyle Q^{*}} = 最佳訂單量
- {\displaystyle D} = 產品年需求量
- {\displaystyle P} = 每單位進貨成本
- {\displaystyle C} = 每訂單之固定成本（並非每單位成本，而是附加成本）
- {\displaystyle H} = 每單位每年之儲存成本（儲存空間、冷藏、保險等成本，一般與單位進貨成本無關。）

## 總成本函數
此單一品項EOQ公式求得以下成本函數的最小值：
總成本 = 進貨成本 + 訂單成本 + 儲存成本
－進貨成本是貨物的可變動成本：每單位進貨成本 × 產品年需求量。是 P×D
－訂單成本是下訂單的成本：每次下單有固定成本C，和每年須下訂單D/Q次。是C × D/Q 
－儲存成本：平均庫存量（在存滿與提清之間）是Q/2，成本因而是H × Q/2
{\displaystyle TC=PD+{\frac {CD}{Q}}+{\frac {HQ}{2}}}

要決定總成本曲線的最低點，將其導數設為等於零：
{\displaystyle {\frac {dTC(Q)}{dQ}}={\frac {d}{dQ}}\left(PD+{\frac {CD}{Q}}+{\frac {HQ}{2}}\right)=0}

此導數的結果是：
{\displaystyle -{\frac {CD}{Q^{2}}}+{\frac {H}{2}}=0}
求Q以得出Q*（最佳訂單量）：
{\displaystyle {\frac {H}{2}}={\frac {CD}{Q^{2}}}}
{\displaystyle Q^{2}={\frac {2CD}{H}}}
因此： {\displaystyle Q^{*}={\sqrt {\frac {2CD}{H}}}}
有趣的是Q*是獨立於P，它只是C、D和H的函數。

## 衍化
EOQ模型有多個衍化，其中包括缺貨成本（backordering costs）及多品項。此外，經濟訂單間隔（economic order interval）可從EOQ推算；經濟生產量模型（economic production quantity model）可以類似的方式來決定最佳生產量。

## 可能不适用的情形
如果出现以下情形，可能不适合采用EOQ方法：
1. 按订单设计(Engineer To Order, ETO)，或者订货型生产（Make To Order, MTO);
2. 产品易腐败，保质期短；
3. 生产过程需要生产特定数量的产品，或者不能超过特定数量的产品；

## 外部連結
http://www.inventoryops.com/economic_order_quantity.htm （页面存档备份，存于） （英文）